# Burni Empan
Burni Empan är ett berg i Indonesien.   Det ligger i provinsen Aceh, i den västra delen av landet, 1 600 km nordväst om huvudstaden Jakarta. Toppen på Burni Empan är 2 812 meter över havet, eller 712 meter över den omgivande terrängen. Bredden vid basen är 12,5 km.
Terrängen runt Burni Empan är kuperad åt nordost, men åt sydväst är den bergig.Runt Burni Empan är det glesbefolkat, med 10 invånare per kvadratkilometer. I omgivningarna runt Burni Empan växer i huvudsak städsegrön lövskog.